# Чемпионат мира по бегу по пересечённой местности 2001
Чемпионат мира по бегу по пересечённой местности 2001 прошёл 24 и 25 марта 2001 года в городе Остенде, Бельгия.
Всего было проведено 4 забега — мужчины (дистанция 12 км), женщины (8 км), а также забеги юниоров (8 км) и юниорок (6 км). Также разыгрывались победители в командном первенстве — складываются четыре лучших результата от страны и по сумме наименьшего времени определялись чемпионы. В командном зачёте среди мужчин и женщин победила Кения.
В личном первенстве на женской дистанции победила Пола Рэдклифф.

## Результаты

### Мужчины
| Место | Имя             | Гражданство | Время 0(м:с) |
| ----- | --------------- | ----------- | ------------ |
| 1     | Мохаммед Мурхит | Бельгия     | 39:53        |
| 2     | Сергей Лебедь   | Украина     | 40:03        |
| 3     | Чарльз Камати   | Кения       | 40:05        |
| 4     | Пауло Гуэрра    | Португалия  | 40:06        |
| 5     | Пол Косгеи      | Кения       | 40:09        |
| 6     | Дрисс Эль-Химер | Франция     | 40:13        |
| 7     | Патрик Ивути    | Кения       | 40:16        |
| 8     | Хельдер Орнелас | Португалия  | 40:33        |